# Franz Pelikan
Franz Pelikan (Vienna, 6 novembre 1925 – Vienna, 21 marzo 1994) è stato un calciatore austriaco, di ruolo portiere.

## Carriera
Prese parte alle Olimpiadi di Londra nel 1948 ed ai Mondiali nel 1954.

## Palmarès

### Club

#### Competizioni nazionali
- Campionato austriaco: 1

Wacker: 1946-1947
- Coppa d'Austria: 1

Wacker: 1946-1947